# Rathlin
Rathlin (Reachlainn in gaelico irlandese) è un'isola irlandese che affiora nel Canale del Nord al largo delle coste dell'Antrim, contea dell'Irlanda del Nord. Amministrata dal Distretto di Moyle, dista dalla terraferma meno di 10 km, e dal Mull of Kintyre, punta della Scozia sud-occidentale, soltanto 25 km, mentre morfologicamente è ampia 24 km² ed è caratterizzata da una particolare forma ad elle. Rathlin è l'unica isola rilevante tra quelle che appartengono all'Irlanda del Nord e l'unica abitata fra queste. L'isola rappresenta il punto più settentrionale dell'Irlanda del Nord, se si considerano anche le isole; se si considera invece solo l'isola d'Irlanda, il punto più settentrionale dell'Irlanda del Nord è Benbane Head. Per tutta l'Isola d'Irlanda, Rathlin detiene il record di isola abitata più settentrionale.

## Storia
Rathlin fu il luogo dello sciagurato massacro del luglio 1575, quando il Conte di Essex spedì una forza armata sull'isola, comandata da Francis Drake e John Norreys. La milizia inglese uccise centinaia di donne e bambini del clan MacDonnell che avevano trovato rifugio sull'isola, scatenando l'ira di Sorley Boy MacDonnell che saccheggiò in seguito Carrickfergus. Poco meno di un secolo dopo vi fu un altro massacro di civili cattolici a Rathlin ad opera delle truppe del governatore di Dublino, nel corso delle guerre confederate irlandesi.
L'inventore italiano Guglielmo Marconi testò la sua comunicazione senza fili mandando un segnale da Ballycastle a Rathlin nel 1898.
Più recentemente, Richard Branson precipitò in mare col suo pallone aerostatico al largo dell'isola nel 1987 dopo aver battuto il precedente record di traversata atlantica dal Maine, USA.

## Ambiente
Rathlin è una delle 43 Aree Speciali di Conservazione del Nord Irlanda. Ospita circa 10.000 uccelli marini, tra i quali colonie di gabbiano tridattilo, gazza marina e, soprattutto, pulcinella di mare, per un totale di circa 30 famiglie diverse. Ovviamente è l'isola è divenuta uno dei posti preferiti dai bird watcher, con una Royal Society che gestisce la riserva naturale per la protezione degli uccelli, che offre anche spettacolari vedute della costa. Anche le foche spesso prendono il sole sull'isola.
Le scogliere, soprattutto in relazione alla forma piatta di Rathlin, sono molto suggestive e raggiungono anche i 70 metri d'altezza. La Bruce's Cave ("Caverna di Bruce") prende il nome da Robert (the) Bruce, meglio conosciuto come Roberto I di Scozia: è proprio qui che il re scozzese, imprigionato, vide il famoso ragno della leggenda che lo riguarda tentare in continuazione di tessere la propria tela in un ambiente ostile, dandogli la forza interiore di attraversare i momenti difficili per poi ottenere la vittoria.

## Cultura e turismo
In tempi passati Rathlin aveva una popolazione di circa 1.000 abitanti, ma la sua attuale popolazione invernale è di sole 75 anime. L'isola si ripopola decisamente in estate grazie a turisti e visitatori, attratti dalle scogliere e dall'enorme colonia di uccelli. Molti vengono solo durante il giorno, mentre altri pernottano: l'isola è attrezzata per circa 30 letti. Il "Centro Visitatori" di Church Bay è aperto da maggio ad agosto, e mette a disposizione minibus e noleggio di biciclette. Rathlin è popolare anche fra i nuotatori e i sub, che giungono per esplorare i fondali vicini che ospitano vari relitti di navi affondate.
Il dialetto gaelico di Rathlin è oggi estinto, ma era un tempo più vicino al gaelico scozzese che non a quello irlandese per molti aspetti, specialmente alle versioni meridionali.

## Trasporti
L'isola è raggiunta da un traghetto quotidiano della Rathlin Island Ferry Ltd che salpa dalla vicina Ballycastle e ancora nel porto principale di Rathlin, nella Baia di Church, per un tragitto di 9,7 km. La flotta è costituita da due imbarcazioni : la Rathlin Express ( RE ) porta solo passeggeri a piedi, senza vettura di alcun tipo (fino a 97 passeggeri nella stagione estiva e 38 nella stagione invernale), mentre la Spirit of Rathlin (SOR) anche autovetture. Per raggiungere Rathlin la prima impiega 25 minuti, mentre la seconda 40 minuti. Entrambe le imbarcazioni sono dotate di WC a bordo.